# Batalha de St. Jakob an der Birs
A Batalha de St. Jakob an der Birs foi travada entre a Antiga Confederação Helvética e mercenários franceses (principalmente Armagnacs), nas margens do rio Birs. A batalha ocorreu em 26 de agosto de 1444 e fez parte da Antiga Guerra de Zurique. O local da batalha foi perto de Münchenstein, na Suíça, pouco mais de 1km fora das muralhas da cidade da Basileia, hoje dentro do distrito St-Alban.

## Contexto
Em 1443, os sete cantões da Antiga Confederação Helvética invadiram o cantão de Zurique e sitiaram a cidade. Zurique havia se aliado a Frederico III, Sacro Imperador Romano, que agora apelava a Carlos VII da França para enviar um exército para aliviar o cerco.
Carlos, procurando afastar os "écorcheurs", tropas problemáticas ociosas pela trégua com Henrique VI da Inglaterra na Guerra dos Cem Anos, enviou seu filho, o Delfim (mais tarde Luís XI da França) com um exército de cerca de 30 000 destes écorcheurs para a Suíça, a maioria deles Armagnacs, para libertar Zurique.  Quando as forças francesas entraram no território suíço na Basileia, os comandantes suíços estacionados em Farnsburg decidiram enviar uma tropa avançada de 1.300, principalmente jovens piqueiros. Eles se mudaram para Liestal na noite de 25 de agosto, onde se juntaram a uma força local de 200 homens.

## Batalha
No início da manhã, eles conseguiram surpreender e derrotar as tropas da vanguarda francesa em Pratteln e Muttenz. Entusiasmados com este sucesso, e apesar das ordens estritas em contrário, as tropas suíças cruzaram os Birs para enfrentar o grosso do exército francês de cerca de 30 000 homens,  que estava pronto para a batalha.
Imediatamente, as forças suíças formaram três quadrados de pique de quinhentos homens cada, e lutaram bem quando a cavalaria Armagnac atacou repetidamente e foi repelida.
Aeneas Silvius Piccolomini (1405–1464, mais tarde Papa Pio II, e até 1439 participante do Concílio de Florença), descreveu a batalha em detalhes vívidos, contando como os suíços arrancaram setas ensanguentadas de seus corpos e atacaram o inimigo mesmo depois de terem sido derrotados. perfurados por lanças ou perderam as mãos, cobrando os Armagnacs para vingar suas [próprias] mortes.
A luta durou várias horas e foi de uma intensidade que evocou comentários de admiração de testemunhas. Eventualmente, os quadrados de pique suíços enfraqueceram, então o comandante ordenou que seus homens se retirassem para um pequeno hospital de St. Jakob. Um pequeno reforço de Basel foi repelido e seu líder, Henman Sevogel, foi morto.
As tropas de Armagnac colocaram sua artilharia para bombardear o hospital, infligindo pesadas baixas aos suíços. No entanto, como parte ofensiva, os suíços se recusaram categoricamente a se render. Quando os Armagnacs se mudaram para o hospital, os suíços restantes foram empurrados para o jardim do hospital e mortos até o último homem em meia hora.

## Consequências

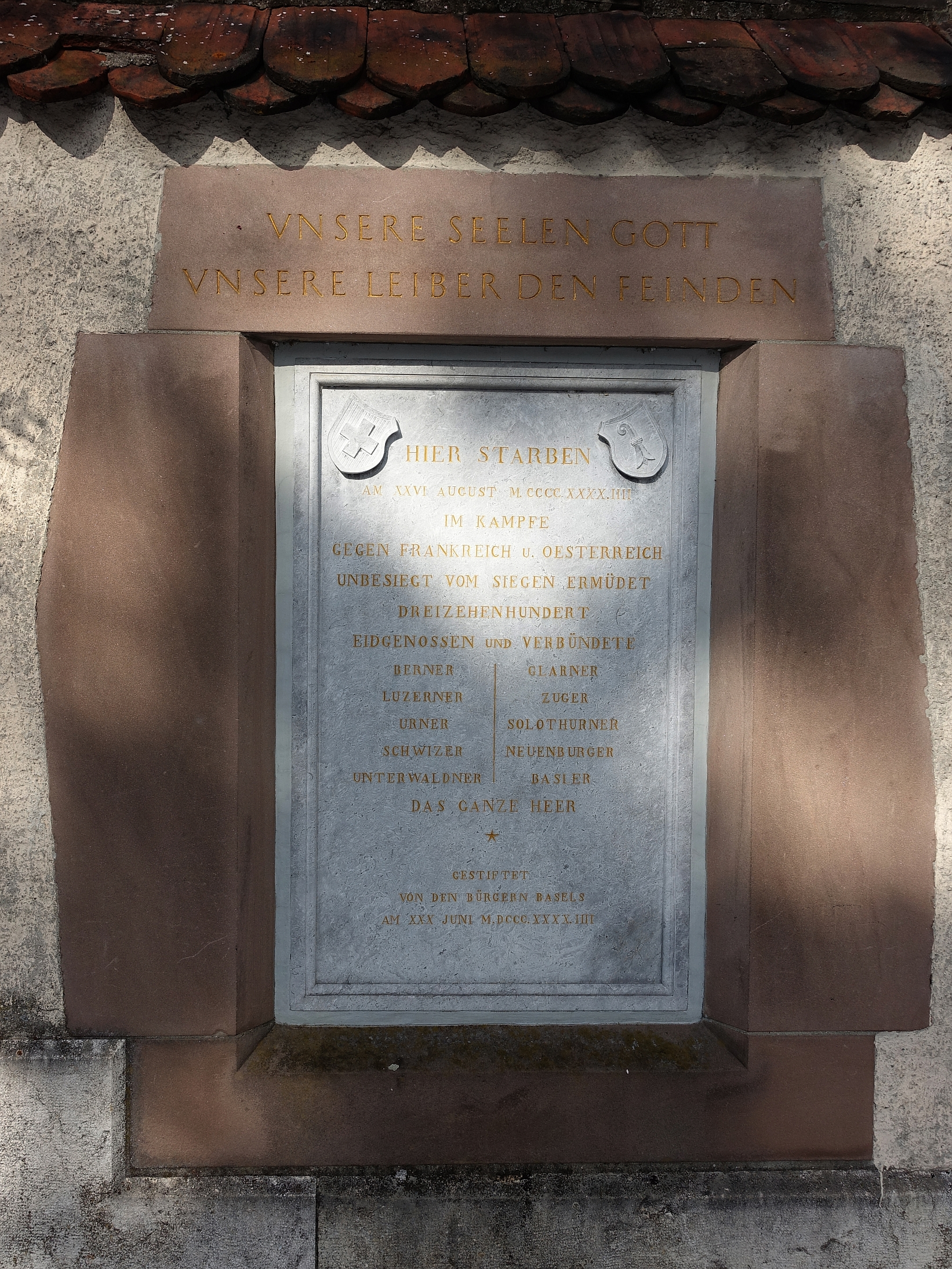
Placa memorial (“Nossas Almas para Deus – Nossos Corpos para os Inimigos”) na Igreja de São Jacó, Basiléia

Embora a batalha em si tenha sido uma derrota devastadora para os suíços e um golpe significativo para Berna, o cantão que contribuiu com a força, foi um sucesso suíço em termos estratégicos. Por causa das pesadas baixas do lado francês, o plano original de avançar para Zurique, onde uma força suíça de 30 000 estava pronta, foi julgado desfavoravelmente pelo Delfim. As tropas francesas recuaram, contribuindo para a eventual vitória suíça na Antiga Guerra de Zurique. As ações dos suíços foram elogiadas como heróicas por observadores contemporâneos, e relatos do evento rapidamente se espalharam pela Europa.
O Dauphin formalmente fez as pazes com a Confederação Suíça e Basel em um tratado assinado em Ensisheim em 28 de outubro, e retirou suas tropas da Alsácia na primavera de 1445. A intervenção do Concílio da Igreja realizada na cidade de Basel naquela época foi crucial para instigar essa paz: os confederados suíços eram aliados da cidade de Basel e, portanto, a guerra do Delfim também poderia ser interpretada como um ato agressivo contra o Conselho alojado dentro de suas paredes. Carlos VII da França havia implementado os decretos reformistas do Concílio da Basileia em 1438, por isso era importante para o Delfim não parecer estar ameaçando seus membros.
Em termos de tática militar, a batalha expôs a fraqueza das formações de pique contra a artilharia, marcando o início da era da guerra de pólvora.

## Legado na Historiografia Suíça e Patriotismo
Embora a pura bravura ou temeridade do lado suíço tenha sido reconhecida pelos contemporâneos, foi apenas no século XIX, após o colapso da República Helvética Napoleônica, que a batalha passou a ser estilizada como uma espécie de Termópilas suíças, uma batalha heróica e altruísta. resgate da pátria de uma invasão francesa.

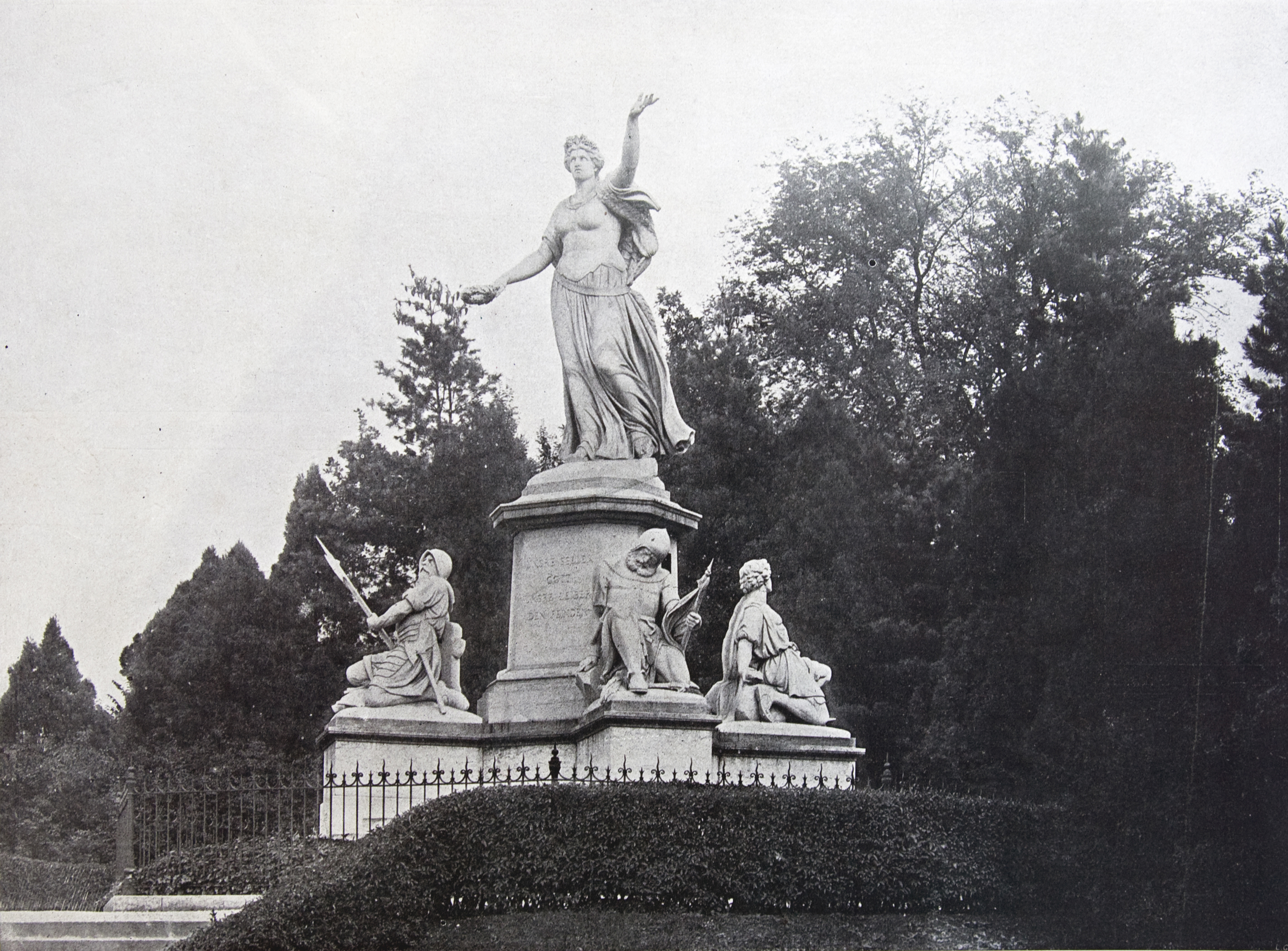
Memorial da Batalha de St. Jakob an der Birs de Ferdinand Schlöth

A batalha se tornou um símbolo da bravura militar suíça diante de adversidades esmagadoras. Foi celebrado no patriotismo suíço do século 19, encontrando menção explícita em Rufst du, mein Vaterland, o hino nacional suíço da década de 1850 a 1961. O primeiro monumento no local da batalha foi erguido em 1824, o atual monumento de Ferdinand Schlöth data de 1872. As cerimônias memoriais no local foram realizadas de 1824, de 1860 a 1894 anualmente e, posteriormente, a cada cinco anos (interrompidas após 1994).
A morte do cavaleiro Burkhard VII. Münch, de acordo com os cronistas nas mãos de um lutador suíço moribundo, tornou-se símbolo do resultado da batalha e da estratégia de dissuadir poderes de força militar superior de invadir a Suíça pela ameaça de infligir baixas desproporcionais mesmo na derrota, perseguido por suíços alto comando durante as Guerras Mundiais.